# 廣安文廟
廣安文廟位於四川省廣安市廣安區，文物遺址年代判定為清代。2007年6月1日公佈為四川省第七批文物保護單位。